# Łukasz Kaźmierczak
Łukasz Kaźmierczak (ur. 10 września 1971 w Kołobrzegu) – mistrz świata w kulturystyce 2013 federacji NAC. Dyplomowany dietetyk, trener personalny i doradca żywieniowy. W latach 1997–99 wygrał Puchar Polski, reprezentant Polski na Mistrzostwach Świata w Kulturystyce. Od roku 2003 zajął się przygotowaniami innych zawodników. Od 2007 roku prowadzi siłownię Futurebody. Od 2012 roku Łukasz Kaźmierczak współpracuje z producentem odżywek i suplementów firmą IHS Technology, oraz producentem sprzętu siłowego i maszyn do siłowni Master Sport. Od 2009 roku prowadzi własną rubrykę w magazynie branżowym "Muscular Development".

## Życiorys
W 1994 roku ukończył kurs sędziowski IFBB oraz ukończył specjalizacje dietetyczną w zakresie przygotowań do zawodów. W roku 2007 otworzył siłownię Futurebody. W roku 2013 otworzył instytucję szkoleniową, gdzie prowadzi szkolenia w zakresie instruktażu trenera personalnego, a także dietetyki.

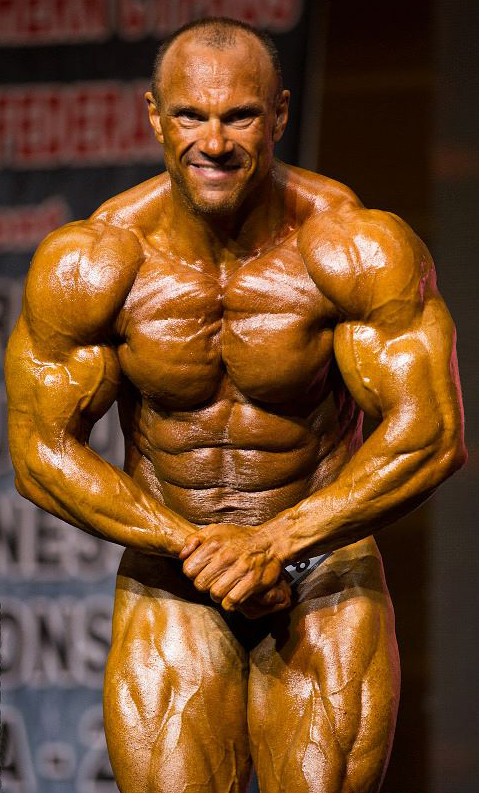

## Osiągnięcia prywatne
| ROK  | OSIĄGNIĘCIE                                                                             |
| ---- | --------------------------------------------------------------------------------------- |
| 1994 | Ukończenie kursu sędziowskiego IFBB                                                     |
| 1994 | Specjalizacja dietetyczna w zakresie przygotowań do zawodów, współpraca z zawodnikami   |
| 1995 | Trener Personalny Singapur - Jojo Sincleur i Azma Abdullach                             |
| 1998 | Specjalista do spraw otyłości                                                           |
| 2001 | Otwarcie hurtowni z odżywkami Białystok                                                 |
| 2005 | Trener Personalny - Aspria Berlin                                                       |
| 2007 | Otwarcie siłowni Futurebody                                                             |
| 2007 | Współpraca z MuscularDevelopment - branżowe pismo (własna autorska rubryka Futurebody)  |
| 2009 | Otwarcie fitness dla kobiet Futurebody                                                  |
| 2009 | Instruktor sportu fitness i aerobiku                                                    |
| 2009 | Twarz firmy Iron Horse Series                                                           |
| 2010 | Kurs trener personalny poziom 3                                                         |
| 2010 | Makrocykl treningowy, przebieg zawodów i kryteria sędziowania oraz kierunek kulturystki |
| 2011 | Specjalista do spraw żywienia - policealna szkoła prywatna                              |
| 2011 | Specjalista do spraw supelementów                                                       |
| 2012 | Kanał filmowy futurebody.tv - relacje, instruktaże, przepisy kulinarne                  |
| 2013 | Otwarcie instytucji szkoleniowej www.kurs.futurebody.pl                                 |

## Osiągnięcia sportowe
| ROK  | OSIĄGNIĘCIE                                                          |
| ---- | -------------------------------------------------------------------- |
| 1992 | Zwycięstwo w Mistrzostwach Polski Juniorów w kategorii +80 kg (open) |
| 1993 | 3 miejsce w mistrzostwach Polski seniorów - 90 kg                    |
| 1994 | Wygrana Puchar Polski Południowej                                    |
| 1994 | 2 miejsce w kategorii +90 kg                                         |
| 1997 | Wygrana Pucharu Polski Ciechanów                                     |
| 1997 | 5 miejsce German Open                                                |
| 1998 | Mistrzostwa Świata - Izmir - Turcja +90 kg                           |
| 1999 | Wygrana Puchar Polski Bełchatów                                      |
| 2000 | Mistrzostwa Świata Malezja Mallaca +90 kg                            |
| 2002 | Mistrzostwa Świata Egipt Cair +100 kg                                |
| 2012 | Mistrzostwa Europy Hiszpania Santa Sussana                           |
| 2013 | Mistrzostwa Europy Hiszpania Santa Sussana                           |
| 2013 | Mistrzostwa Świata Cypr Kirenia                                      |